# Akrame Benallal
 (décembre 2019).
Si vous disposez d'ouvrages ou d'articles de référence ou si vous connaissez des sites web de qualité traitant du thème abordé ici, merci de compléter l'article en donnant les références utiles à sa vérifiabilité et en les liant à la section « Notes et références ».
Akrame Benallal est né le 22 juin 1981 à Maisons-Laffitte. Il  passe les 13 premières années de sa vie en Algérie. Il est aujourd'hui chef étoilé et possède des restaurants en France et en Asie.

## Parcours professionnel
Akrame Benallal commence avec la cuisine en se formant au CFA de Saint-Cyr-Sur-Loire. Il entreprend ensuite des stages chez Ferran Adrià en 2004 et le restaurant de l’Elysée. En 2005 il devient chef du château des 7 Tours avant de reprendre le Trendy Lounge qu’il renomme L’atelier d’Akrame en 2009. En 2011 il installe son restaurant gastronomique Akrame à Paris et obtient deux macarons Michelin pour cette adresse (2012 et 2014).
En parallèle il ouvre des restaurants à Paris et en Asie  (Hong Kong, Manille, Bakou).
En 2016 il change son restaurant doublement étoilés d’adresse pour s'installer rue Tronchet dans l’ancien restaurant de Guy Savoy.
En 2017 il obtient une étoile pour cet établissement.
Il a également été inspiré par des chefs comme Michel Guérard, Pierre Gagnaire ou encore Alain Ducasse.

## Restaurants
- Les restaurants gastronomique Akrame ( Paris, Hong Kong)
- Les bistrots Ateliers Vivanda (Paris, Hong Kong, Manille, Baku)
- Les paninis Panivanda (Paris)
- Les bar a vin Brut (Paris, Manille)
- La marque Mad’leine (Paris)[3]